# 豆腐カステラ

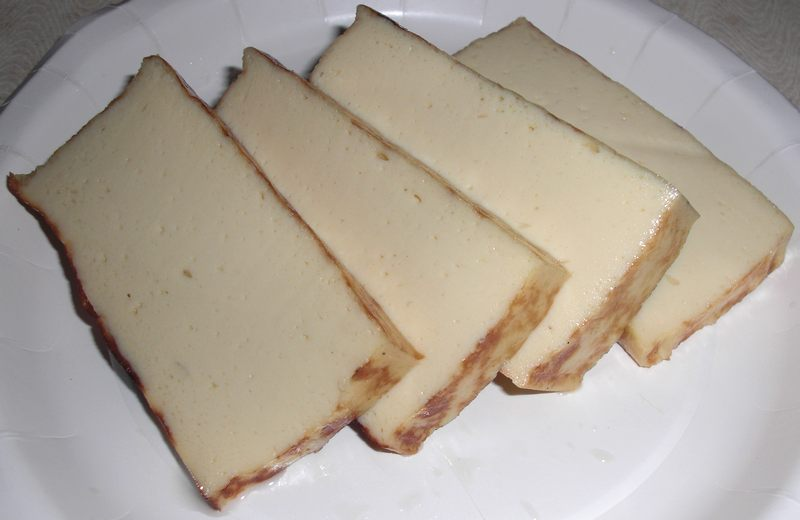
豆腐カステラ

豆腐カステラ（とうふカステラ）は、秋田県南部の郷土菓子の一つで、豆腐をカステラ状に加工した菓子。「豆腐カステラ」の表記は主に菓子屋によるもので、豆腐屋では平仮名で「豆腐かすてら」と表記されていることが多い。食材の豆腐と同様、印象の良くない「腐」の字を避けて「豆富カステラ」と表記されることもあり、土地によっては「豆腐水仙」ともいう。

## 概要
水気を絞った豆腐に砂糖、卵、塩などを加え、四角い型などに入れてカステラ状に焼き上げて作られる。砂糖はカステラのように甘味をつけることに加えて防腐効果も兼ねており、本来日持ちしない豆腐も、豆腐カステラならば1週間ほど保存が利く。

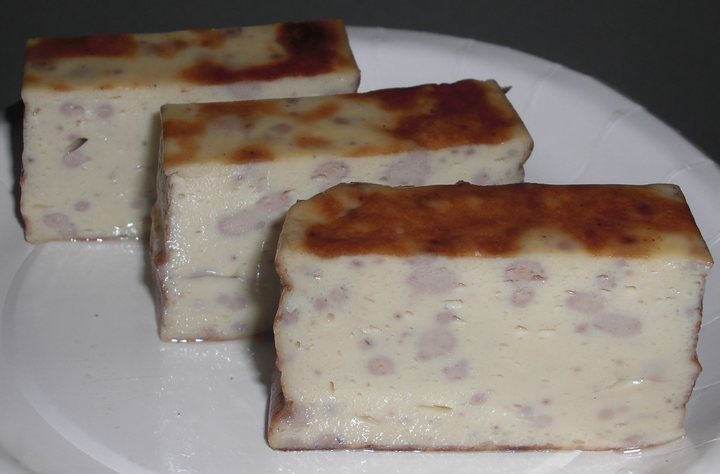
バリエーションの一つ。クルミ入りの豆腐カステラ。

秋田県内ではお茶請けや、年越しの行事食として親しまれており、冠婚葬祭、お盆や正月など、人の集まりにふるまう菓子としても欠かせない。かつては各家庭でも作られ、近年では県内のスーパーマーケットでもごく普通に販売されており、秋田育ちの者にとっては馴染み深い食品である。特に県南地方に豆腐カステラの愛好家が多く、県外から盆や正月に帰省して来る秋田出身者にとっては土産商品としても人気がある。平成以降はフルーツ味やコーヒー味など、味もバリエーションに富んでいる。
秋田県外の者にとっては、菓子状に甘くした豆腐は馴染みがなく、「菓子にもおかずにもならない」などと評判が良くないこともある。

## 歴史
江戸時代末期にすでに存在していたといわれるほど、豆腐カステラの歴史は古い。カステラの主原料である砂糖や卵が高価だった時代には、一般家庭ではカステラを味わうことができなかったことと、新鮮な魚介類は入手困難だが畑作の盛んな秋田南部では大豆もまた重要な作物であり、豆腐をご馳走として特別な日のもてなしに用いていたことから、豆腐を加工してカステラ状にすることで、豆腐カステラが生まれたと考えられている。
また、戦後間もない頃に料理人の作る豆腐カステラを見よう見真似で覚え、市で売ったところ好評となり、後進の者に伝わることになったという実例もあることから、冠婚葬祭用の特別な料理が戦後の朝市などを通じて一般化し、日常的な料理へ変化したという説もある。
昭和中期までには、秋田各地には町料理人と呼ばれる大勢の女性がおり、宴会などで板前やコックの代わりとして豆腐カステラなどを作っていた。町料理人は男性もいたが、ほとんどは女性だった。これは、砂糖が高価だった時代、男性が着物に砂糖を隠して盗むことが多かったために嫌われ、一方で自由に着物の帯を解けない女性は砂糖を隠すことができないとして、雇い主にとっては好都合だったとの説がある。
2008年には日本テレビ系列のバラエティ番組『秘密のケンミンSHOW』でも秋田銘菓として取り上げられた。2009年には、東京都千代田区の秋田ふるさと館でナンバー1の売れ行きを記録している。